# Ozmánbük
Ozmánbük község Zala vármegyében, a Zalaegerszegi járásban. A településen polgárőrség működik.

## Fekvése
A vármegye északi szélén fekszik, a megyeszékhely Zalaegerszegtől 20 kilométerre északnyugatra, a Vasi-Hegyhát tájegységben.
Különálló településrésze Márkus, a központjától mintegy másfél kilométerre északkeletre.
A közvetlenül határos települések: északkelet felől Halastó, délkelet felől Börönd (Hagyárosbörönd része), délnyugat felől Vaspör, északnyugat felől pedig Hegyháthodász; a felsoroltak közül az első és az utolsó már Vas vármegye Körmendi járásához tartozik.
A legközelebbi városok Zalalövő légvonalban 11, közúton 14 kilométerre délnyugatra, és Körmend, majdnem azonos távolságokra észak-északnyugati irányban.

### Megközelítése
Közigazgatási területét átszeli délkelet-északnyugati irányban a Balatontól Zalaegerszegen át Nádasdig vezető 76-os főút, így ez a legfontosabb közúti elérési útvonala. Központján azonban, annak főutcájaként csak a Zalacsébtől a főútig húzódó 7412-es út halad végig. Márkus településrész egy önkormányzati úton érhető el a 76-os felől, ugyanez az út köti össze Halastóval is.
Vasútvonal az egész környéket nem érinti.

## Története
A név viszonylag későn tűnt fel a forrásokban, a 16. század közepén hegyháti nemesek felsorolásánál említik. A Vasi-Hegyháton vezetett egy fontos útvonal (középkori néven Olasz- vagy Király út), amely az ország középpontjából kiindulva tartott Észak-Itália irányába. Ennek feltehetően római előzményekkel is rendelkező útvonalnak a védelmére épült fel az ún. Római sánc, amely a korai magyar határvédelem egyik belső vonala. A hegyháti útvonal a fontosságát az egész középkoron át megőrizte.
A falu birtokosai a hegyháti nemzetségbe tartozó Telekesi családok, majd a következő évszázadok során a Telekesi családból eredő Baso, Bogár, Bödöcs, Büki, Győrffy, Pethő, Török és Szepetki családoké a tulajdonjog. Birtokaik voltak Telekes, Byk (Ozmánbük), Kys-egerszeg (Sárfimizdó), Zenthjakabfalu (Hegyhátszentjakab), Kerekboldogazzonfalwa, Kerchich (Domokosfa), Németfalu, Gulach (Káld), Pályi. Telekesi Gergely fia Baso az első Byki-nek nevezett személy.
1381-től tucatnyi oklevélben fordul elő Byky Baso comes neve, mint az oklevél kiadója. Jó minőségben fennmaradt viaszpecsétjének gipszmásolata, melyet a Nemzeti Levéltár őriz. Felirata: S. BASO COMES CRIENS(IENSIS). (DL 42215)
1420-ban kelt oklevélben Byky Baso fiai, László és István bevezetik Ollári Tompa Andrást Telekesi birtokaikba. (DL 93027)
1424-1428 között Byky Baso István a bécsi egyetemen tanul, ahol Artes Master fokozatú diplomát szerez. Egyházi szolgálatba áll, először csázmai káplán, majd pécsi és zágrábi kanonok.
1433-ban Rómában IV. Jenő pápa német -római császárrá koronázta Zsigmond magyar királyt. Kíséretének tagja Byky Baso István, aki kéri a pápa áldását Byk Szent Miklós egyházára. (1)
1437-ben Byky Baso István Zsigmond királytól szolgálataiért megkapja a körmendi vár királyi jogát Arany Lászlóval együtt. (DL 44163)
1439-ben Albert királytól új adományként megkapja Byk, Pályi és Telekes birtokait, melyeknek ősei is birtokában voltak. (DL 13322)
Még ebben az évben a Pápa fehérvári préposttá nevezi ki.
1443-ban meghalt, ekkor a fehérvári királyi bazilikában temették el.
1518-ban a byki rokonok birtok megosztást végeztek, Imre, Oszvald, Tamás és János vett részt ebben. Ekkor, a Byk patak nyugati partját Egyházasbüknek, a másik partját Thulsobyknek nevezték. A templom védőszentje még mindig Szent Miklós. (DL 24365, DL 24366)
1531-ben Byky Byky György a kényszerítő szükség, szegénység és nélkülözés miatt, amely az utóbbi években nemcsak őt, hanem Zala földjét is sújtotta a kegyetlen török császár pusztításai és gyújtogatásai miatt két nemesi kúriáját Bük birtokon Zichy Ráfaelnek 40 Ft.-ért elzálogosítja. (2)
1559-ben Byki család levele Háshágy Dénes ellen, aki elfoglalta Egyházs- és Thulsobyki birtokaikat.
1569-ben Urbárium szerint Háshágyi Imréé volt, de tőle elkobozták. Négy féltelkes jobbágy fizet censust.(UC40-01)
1570-ben újra írják a fenti oklevelet, benne Byki Balázst reformátornak nevezik, tehát a család áttért a protestáns hitre. (DL 24365) A törökök zaklatásai miatt az élet nehéz, inkább északra költöztek
1674-ben A falu lakói a rablók riasztó tettei miatt átköltöztek Vaspör faluba, de ragaszkodnak a déli síkságon levő erdőikhez. További távol levők telkeit helyben élő ősök bírták. Bor, malom, hal nincs. Egy romos temploma van toronnyal, a híveket elűzték. A falu közepén sokáig működött. Régóta Szent Miklós püspök a védőszentje. Egy pékműhely egy Tallért fizet, egy köbméter liszt után egy Tallér,
Kanizsa adója a nemesek jelenlétében lett előadva. Ezen falu elöljárói a nemesek, senki nem szolgál földművesként.
Az Itáliába tartó kereskedelemnek a török hódoltság vetett véget. A hegyháti falvak a 16. század végén behódoltak a töröknek, és a közvetlen fenyegetettség csak Kanizsa felszabadítása (1690) után ért véget. A mai Ozmánbük két részből tevődött össze. A középkorban egyik részét temploma miatt Egyházasbiknek, a másik részét Túlsó-, majd a török hódoltság idején Oszmán kanizsai bég nevét felvéve O(s)zmánbük néven jegyzik a krónikák. Bük első említése a 14. századból származik. A falu első birtokosa, a Byki család tagjai már 1531-ben a török pusztításaira hivatkozva eladták itteni két nemesi kúriájukat. A falu a török háború idején a 17. században elnéptelenedett, de hamarosan újratelepült. 1690-ben a faluban elhagyott, lepusztult egytornyú templom állt, melyet 1748-ra romjaiból építettek fel és még ma is megtalálható. A zalai nemesi származású egyházasbüki Dervarics család, valamint az egyházasbüki Simon család hosszú ideig volt földbirtokos Ozmánbükön; onnan vették fel az "egyházasbüki" nemesi előnevét.
Ozmánbükhöz tartozik, de Halastóhoz van közelebb a valaha önálló, 30 lelket számláló Márkus település. A község tájértéke felbecsülhetetlen és kihasználatlan. A patakvölgyek tiszta levegőjű, szelíd vadban és madárcsicsergésben gazdag erdőknek adnak otthont. A patakvölgyek mentén lovastúra-útvonal található.

## Közélete

### Polgármesterei
- 1990–1994: Mészáros Imre (független)[4]
- 1994–1998: Mészáros Imre (független)[5]
- 1998–2002: Benedek László (KDNP)[6]
- 2002–2006: Benedek László (független)[7]
- 2006–2010: Benedek László (független)[8]
- 2010–2014: Kovács Anikó Lívia (független)[9]
- 2014–2019: Kovács Anikó Lívia (független)[10]
- 2019–2024: Kovács Anikó Lívia (független)[11]
- 2024– : Kovács Anikó Lívia (független)[1]

## Népesség
A település népességének változása:
| Lakosok száma | 198  | 201  | 198  | 182  | 187  | 183  | 186  |
|               | 2013 | 2014 | 2015 | 2021 | 2022 | 2023 | 2024 |

A 2011-es népszámlálás idején a nemzetiségi megoszlás a következő volt: magyar 97,4%, német 2,6%. A lakosok 91%-a római katolikusnak, 2,1% evangélikusnak vallotta magát (5,8% nem nyilatkozott).
2022-ben a lakosság 95,2%-a vallotta magát magyarnak, 1,6% németnek, 0,5% horvátnak, 1,1% egyéb, nem hazai nemzetiségűnek (4,3% nem nyilatkozott; a kettős identitások miatt a végösszeg nagyobb lehet 100%-nál). Vallásuk szerint 67,9% volt római katolikus, 2,1% református, 0,5% evangélikus, 3,7% egyéb keresztény, 1,1% felekezeten kívüli (24,1% nem válaszolt).

## Híres emberek
- Itt született Benedek Ferenc (1926-2007) Széchenyi-díjas jogtudós, a jogi romanisztika tudományának egyik legjelentősebb hazai művelője, a pécsi jogászképzésben jogászgenerációk oktatója és nevelője, a római jog iskolateremtő professzora.